# Онищук, Николай Васильевич
Никола́й Васи́льевич Онищу́к (укр. Микола Васильович Оніщук; род. 26 октября 1957, с. Долиновка, Житомирская область) — украинский политик и юрист, народный депутат Украины IV, V и VI созывов; Министр юстиции Украины (2007—2010).

## Биография
В 1978—1982 годах учился в Киевском университете им. Т. Г. Шевченко, на юридическом факультете; защитил кандидатскую диссертацию по теме «Методы государственного управления внедрениями научно-технических достижений: организационно-правовые вопросы».
Работал стажёром-исследователем, младшим научным сотрудником, старшим научным сотрудником, докторантом в Институте государства и права НАНУ; президентом юридической фирмы «ЮРІС» (г. Киев).
В 1997—1998 гг. — председатель правовой комиссии Украинского союза промышленников и предпринимателей.
С июня 2001 по ноябрь 2002 г. — советник Премьер-министра Украины на общественных началах.
Был членом координационного Комитета по приватизации стратегически-важных предприятий при Президенте Украины; внештатным консультантом Комитета Верховной Рады Украины по вопросам топливно-энергетического комплекса, ядерной политики и ядерной безопасности; членом коллегии Министерства юстиции Украины; вице-президентом Украинского Союза промышленников и предпринимателей; первым заместителем председателя Партии промышленников и предпринимателей Украины.
В марте 1998 года — кандидат в народные депутаты Украины, избирательный округ № 68, Житомирская область. Занял 2 место.
С мая 2002 года по май 2006 года — Народный депутат Украины 4-го созыва, по списку Избирательного блока «За единую Украину!». Член Партии промышленников и предпринимателей Украины, № 13 в списке. Член фракции «Единая Украина» (05.-06.2002), уполномоченный представитель фракции партий ППУ и «Трудовая Украина» (06.2002-04.04), внефракционный (04.-05.2004), сопредседатель фракции НДП и ПППУ (05.-12.2004), внефракционный (12.2004-01.05), сопредседатель группы «Воля народа» (01.-03.2005), соруководитель фракции ПППУ (03.2005-03.06), 1-й заместитель председателя Комитета по вопросам правовой политики (06.2002-03.06).
С мая 2006 по июнь 2007 Народный депутат Украины 5-го созыва, по списку Блока «Наша Украина», № 13 в списке. 1-й заместитель председателя Комитета по вопросам правосудия (з 07.2006), член фракции Блока «Наша Украина» (с 04.2006), заместитель председателя (с 08.2006). Сложил депутатские полномочия 08.06.2007.
С ноября по декабрь 2007 Народный депутат Украины 6-го созыва от блока «Наша Украина - Народная самооборона», № 14 в списке. Член Народного Союза «Наша Украина». Член фракции Блока «Наша Украина — Народная самооборона» (11.-12.2007). Сложил депутатские полномочия 19.12.2007.
С 18 декабря 2007 по 11 марта 2010 министр юстиции Украины.

### Научная деятельность
Автор более 60 научных работ по вопросам правового регулирования экономических отношений.

## Награды
- Орден «За заслуги» III (10.1999), II (10.2003), I ст. (06.2007).
- Золотая медаль НАНУ для молодых учёных (1991).
- Заслуженный юрист Украины (1992).
- Золотой нагрудный знак Союза юристов Украины (1999).